# Минин, Пётр Васильевич
Пётр Васильевич Минин (1908 — 1979) — советский государственный и политический деятель, председатель Архангельского областного исполнительного комитета. 

## Биография
Родился в 1908 году в деревне Чупровской Сольвычегодского уезда Вологодской губернии. Член ВКП(б), кандидат исторических наук.
С 1930 года - на общественной и политической работе. В 1930-1966 гг. — учитель, на профсоюзной работе, секретарь Бюро ВКП(б) Архангельской Промышленной Академии, 2-й секретарь Архангельского городского комитета ВКП(б), председатель Исполнительного комитета Архангельского областного Совета, заведующий Отделом просвещения СМ РСФСР, руководитель Группы по народному образованию СМ РСФСР.
Избирался депутатом Верховного Совета СССР 3-го созыва.
Умер в Москве в 1979 году. Похоронен на Востряковском кладбище.